# Fay-de-Bretagne

Fay-de-Bretagne este o comună în departamentul Loire-Atlantique, Franța. În 2009 avea o populație de 3,125 de locuitori.